# Pierre Le Tueux
Pierre Le Tueux est un homme politique français né le 24 mars 1785 à Saint-Brieuc et mort le 29 juillet 1854 à Saint-Brieuc (Côtes-du-Nord).

## Biographie
Armateur et négociant, maire de Saint-Brieuc, conseiller général, membre du conseil supérieur du commerce, il est député des Côtes-du-Nord de 1831 à 1848, siégeant à l'extrême-gauche, puis se rapproche de la majorité en 1839.